# Lalsingi
Lalsingi es una ciudad censal situada en el distrito de Ganjam en el estado de Odisha (India). Su población es de 7078 habitantes (2011). Se encuentra a  81 km de Brahmapur y a 149 km de Bhubaneswar.

## Demografía
Según el censo de 2011 la población de Lalsingi era de 7078 habitantes, de los cuales 3581 eran hombres y 3497 eran mujeres. Lalsingi tiene una tasa media de alfabetización del 87,47%, superior a la media estatal del 72,87%: la alfabetización masculina es del 92,89%, y la alfabetización femenina del 81,94%.